# Beren Saat
Beren Saat (født 26. februar 1984) er en tyrkisk skuespiller, som er bedst kendt for sin rolle som Bihter Yöreoğlu Ziyagil i tv-serien Aşk-ı Memnu fra 2008-2010.

## Filmografi
| År        | Titel                | Rolle                    | Bemærkninger |
| --------- | -------------------- | ------------------------ | ------------ |
| 2004      | Aşkımızda Ölüm Var   | Nermin                   | Tv-serie     |
| 2005-2006 | Aşka Sürgün          | Zilan Şahvar Azizoğlu    | Tv-serie     |
| 2006-2008 | Hatırla Sevgili      | Yasemin Ünsal            | Tv-serie     |
| 2008-2010 | Aşk-ı Memnu          | Bihter Ziyagil           | Tv-serie     |
| 2009      | Güz Sancısı          | Elena                    |              |
| 2009      | Gecenin Kanatları    | Gece                     |              |
| 2010-2012 | Fatmagül'ün Suçu Ne? | Fatmagül Ilgaz           | Tv-serie     |
| 2012      | Gergedan Mevsimi     | Buse                     |              |
| 2013-2014 | İntikam              | Derin Çelik/Yağmur Özden | Tv-serie     |
| 2013      | Ela Bayındır         | Buse                     |              |